# Biserica „Înălțarea Sfintei Cruci” din Rădeni
Biserica „Înălțarea Sfintei Cruci” este o biserică amplasată în Rădeni, raionul Strășeni, Republica Moldova. Este un monument arhitectural de importanță națională inclus în Registrul monumentelor Republicii Moldova ocrotite de stat cu nr. 1403 (raionul Strășeni). Datează din 1894.